# Captain Fantastic and the Brown Dirt Cowboy
Captain Fantastic and the Brown Dirt Cowboy (dt. „Captain Fantastic und der braune Schmutzcowboy“) ist das neunte Studioalbum des britischen Sängers und Komponisten Elton John.
In chronologischer Folge und in autobiographischer Absicht werden in den zehn ursprünglichen Liedern des Originalalbums, beginnend mit Captain Fantastic and the Brown Dirt Cowboy, die anfänglichen Schwierigkeiten des Komponisten John und seines Texters Bernie Taupin zu Beginn ihrer gemeinsamen Karriere beschrieben.
Mitte der 1970er Jahre war John in den U.S.A. außergewöhnlich populär. Seit seiner LP Honky Château erreichten seine Alben regelmäßig Platz 1 der US Billboard 200 Chart. Wegen der vielen Vorbestellungen startete Captain Fantastic and the Brown Dirt Cowboy  auf dem ersten Platz. Es war das erste Album überhaupt, dem dies gelang, und konnte sich für einen Zeitraum von sieben Wochen dort halten.

## Hintergrund
Die Texte wurden von Bernie Taupin für Captain Fantastic and the Brown Dirt Cowboy einem chronologischen Ablauf folgend verfasst. Es handelt sich um ein Konzeptalbum, das einen autobiografischen Einblick in die Anstrengungen von John (Captain Fantastic) und Taupin (the Brown Dirt Cowboy) gibt, die sie in den frühen Jahren ihrer musikalischen Karriere in London in der Zeit von 1967 bis 1969 zu bewältigen hatten. Dem ursprünglichen Vinyl-Album lagen je ein Text- und ein Fotoheft bei, die den damaligen Zeitgeist aufgriffen und Taupins Lyrik ergänzten.
Someone Saved My Life Tonight, die einzige Singleauskopplung des Albums, ist eine halb-autobiografische Geschichte über Johns unglückliche Verlobung mit Linda Woodrow und seinem diesbezüglichen Selbstmordversuch 1969. Das „Someone“ bezieht sich auf Long John Baldry, der ihn davon überzeugte, die Verlobung zu lösen, bevor John seine Musikkarriere wegen dieser Ehe ruinieren würde. Der Redakteur des Musikmagazins Rolling Stone, Jon Landau, bezeichnet diesen Titel als den besten auf diesem Album. „So lange Elton John in der Lage bleibt, auf seinen Alben Titel wie ‘Someone Saved My Life Tonight’ zu veröffentlichen, besteht die Chance, dass er mehr als nur der große Entertainer wird, der er schon ist, und bleibenden Beitrag für die Rockmusik leisten wird.“
In einem Interview 2006 mit Cameron Crowe sagte John: „Ich dachte immer, dass Captain Fantastic vielleicht mein feinstes Album sei, weil es in keinerlei Hinsicht kommerziell war. Wir hatten Titel wie Someone Saved My Life Tonight, das eines der besten Lieder ist, das Bernie und ich jemals geschrieben haben. Aber ob ein Lied wie dieses heutzutage eine Single sein könnte, weil es mehr als sechs Minuten lang ist, ist fraglich. Captain Fantastic war von Anfang bis Ende in einer Reihenfolge geschrieben, wie eine Art Geschichte, die zu den Begebenheiten des Scheiterns kommt – oder versucht dies verzweifelt zu vermeiden. Wir lebten diese Geschichte.“
John, Taupin und die Band arbeiteten intensiver und länger an diesem Album als vielleicht an jeder anderen, früheren Aufnahme, die sie bis zu diesem Zeitpunkt fertig gestellt hatten. Im Gegensatz zum ziemlich schnellen, fast fabrikartigen Prozess ein Album in nur wenigen Tagen oder höchstens ein paar Wochen (wie beispielsweise Goodbye Yellow Brick Road) zu schreiben und aufzunehmen, verbrachte das Team den größeren Teil des Monats in den Caribou Ranch Studios und arbeitete an den Aufnahmen. Der Produzent Gus Dudgeon war sichtlich angetan und sehr zufrieden mit den Ergebnissen. Der Musikproduzent wurde in Elizabeth Rosenthals Buch „His Song“ als eine Person erwähnt, die akribisch und detailliert nahe alle Aufnahmearbeiten von John verfolgte. Er sagte, seiner Meinung nach sei Captain Fantastic das Beste was die Band und Elton jemals gespielt hätten. Er lobte Johns und Taupins sprachliche Arbeit und ihre Fähigkeiten des Liederschreibens. „Da ist nicht ein Titel drauf, der weniger als unglaublich ist“ sagte Dudgeon.
Das Cover des Albums wurde von Pop-Art-Künstler Alan Aldridge kreiert.
1976 entwickelte die Firma Bally Manufacturing einen Flipperautomaten (engl. Pinball Machine) für Penny Arcade und nannte ihn „Capt. Fantastic“. In der künstlerischen Bearbeitung durch Dave Christensen wurde John auf der Glasscheibe des Kopfaufsatzes in seiner Rolle als Pinball Wizard des Films und Rockoper Tommy dargestellt.
1977 brachte Bally Manufacturing den Flipperautomaten „Capt. Fantastic“ als Neuauflage für den Heimgebrauch auf den Markt. Die künstlerische Aufarbeitung erfolgte durch Alan Aldridge.
John war bekannt für seine sehr gut gestalteten Alben. Die Ausstattung von Captain Fantastic war jedoch geeignet, alle bisherigen veröffentlichten Langspielplatten in den Schatten zu stellen. Die Original-LP beinhaltete ein Heft mit den Texten der Lieder, „Lyrics“ genannt, das erstaunlicherweise mit Dogs in the Kitchen beginnt. Dieser Titel wurde jedoch niemals vervollständigt und ist daher nicht unter den Aufnahmen. Ein weiteres Heft trug die Bezeichnung „Scraps“ (engl. für Reste, Verschnitt), das eine Sammlung von Ausschnitten wie handschriftliche Liedtexte, Tagebucheinträgen und anderen persönlichen Erinnerungen von John und Taupin aus den Jahren der Albumchronik enthielt. Auch war der LP ein Poster des Albumcovers beigefügt. Die 2005 Deluxe Edition auf CD verfügte über verkleinerte Kopien. Eine Auflage in begrenzter Anzahl wurde auf braunem Vinyl gepresst.
Dies war das letzte Album bis Too Low for Zero, das die ursprüngliche Elton John Band zusammen aufnahm.
Das Album aus dem Jahr 2006 The Captain & the Kid stellt die Fortsetzung der Autobiografie dar und knüpft dort an, wo Captain Fantastic aufhört.

## Rezension
Das Album wird als Johns Meisterwerk und Höhepunkt seines musikalischen Schaffens bezeichnet. Im Jahr 2003 veröffentlichte das „Rolling Stone“ Magazin eine Liste mit den 500 großartigsten Alben aller Zeiten. Die befragten 271 Künstler setzten „Captain Fantastic And The Brown Dirt Cowboy“ auf Platz 158.

## Titelliste
Alle Titel wurden von Elton John und Bernie Taupin komponiert und getextet, sofern kein anderer Hinweis gegeben wird.

### LP und CD

#### Seite 1
1. Captain Fantastic and the Brown Dirt Cowboy – 5:46
2. Tower of Babel – 4:28
3. Bitter Fingers – 4:35
4. Tell Me When the Whistle Blows – 4:20
5. Someone Saved My Life Tonight – 6:45

#### Seite 2
1. (Gotta Get a) Meal Ticket – 4:01
2. Better Off Dead – 2:37
3. Writing – 3:40
4. We All Fall in Love Sometimes – 4:15
5. Curtains – 6:15

### Bonustitel auf Wiederveröffentlichungen
Lucy in the Sky with Diamonds und Philadelphia Freedom wurden ursprünglich als Singles veröffentlicht, ohne auch auf einem Album veröffentlicht zu werden. Jahre später wurden beide Titel, zusammen mit der B-Seite von Lucy in the Sky with Diamonds, das von John Lennon geschriebene One Day at a Time, als Bonustitel der neu gemasterten CD-Wiederveröffentlichung von Captain Fantastic hinzugefügt.
Auf der „30th Anniversary Edition CD“, als Deluxe-Version im September 2005 veröffentlicht, waren das komplette Album und alle bisherigen Bonustitel enthalten. Darüber hinaus wurde das Lied House of Cards ergänzt, die ursprüngliche B-Seite der 7″ Single von Someone Saved My Life Tonight, die bis dahin nur auf der CD von 1992 Rare Masters zu finden war. Auf der zweiten CD fand ein Konzertmitschnitt aus dem Wembley-Stadion des Jahres 1975 Platz.
Im September 2005 spielten John und seine Band das komplette Album mit Ausnahme von Tower of Babel und Writing in einer Serie von ausverkauften Konzerten in Boston, New York City und abschließend im Oktober 2005 in Atlanta. Diese Captain Fantastic Concerts waren Teil der Peachtree Road Tour und die längsten Konzerte in Johns Karriere, viele dauerten mindestens dreieinhalb Stunden.

### Bonustitel (1995 Mercury und 1996 Rocket Wiederveröffentlichung)
1. Lucy in the Sky with Diamonds (John Lennon, Paul McCartney) – 6:18
2. One Day at a Time (Lennon) – 3:49
3. Philadelphia Freedom – 5:23

### Bonustitel (2005 30th Anniversary Deluxe Edition)

#### Disk eins (Reihenfolge entsprechend Original Album)
1. Lucy in the Sky with Diamonds (Lennon, McCartney) – 6:18
2. One Day (At a Time) (Lennon) – 3:49
3. Philadelphia Freedom – 5:23
4. House of Cards – 3:12

#### Disk zwei („Midsummer Music“ Konzert im Wembley-Stadion am 21. Juni 1975)
1. Captain Fantastic and the Brown Dirt Cowboy – 7:02
2. Tower of Babel – 4:38
3. Bitter Fingers – 5:06
4. Tell Me When the Whistle Blows – 4:39
5. Someone Saved My Life Tonight – 7:17
6. (Gotta Get A) Meal Ticket – 7:19
7. Better Off Dead – 3:01
8. Writingv – 5:30
9. We All Fall in Love Sometimes – 3:57
10. Curtains – 8:48
11. Pinball Wizard (Pete Townshend) – 6:31
12. Saturday Night’s Alright for Fighting – 7:40

#### Bonustitel (1995 Mercury Neuveröffentlichung)
1. Don’t Go Breaking My Heart (mit Kiki Dee) (Ann Orson/Carte Blanche) – 4:28

#### Bonustitel (1996 Rocket Neuveröffentlichung)
1. Planes – 4:31
2. Sugar on the Floor (Kiki Dee) – 4:31

## B-Seiten
| Titel          | A-Seite                                  |
| -------------- | ---------------------------------------- |
| House of Cards | Someone Saved My Life Tonight 7" (US/UK) |

## Besetzung
- Elton John – Gesang, Klavier
- Davey Johnstone – Akustische Gitarre, E-Gitarre, Begleitstimme, Klavier auf „Writing“
- Dee Murray – Bassgitarre, Begleitstimme
- Nigel Olsson – Schlagzeug, Begleitstimme
- Ray Cooper – Percussion

Weitere Musiker:
- David Hentschel – ARP Synthesizer auf Titel 9 und 10
- Gene Page – Orchestrierung für Titel 4

## Produktion
- Produzent: Gus Dudgeon
- Toningenieur: Jeff Guercio
- Assistenz des Toningenieurs: Mark Guercio
- Remixing: Gus Dudgeon, Phil Dunne
- Remastering: Tony Cousins
- Digitaler Transfer: Ricky Graham
- Orchestrierung: Gene Page
- Art Direction: David Larkham, Bernie Taupin
- Graphische Konzeption: David Larkham, Bernie Taupin
- Cover Design: Alan Aldridge
- Gesamtdesign: David Larkham
- Illustrationen: Alan Aldridge
- Album-Cover-Text: John Tobler, Paul Gambaccini (Deluxe Edition)

## Kommerzieller Erfolg

### Chartplatzierungen
| ChartsChartplatzierungen       | Höchstplatzierung | Wochen/ Monate |
| ------------------------------ | ----------------- | -------------- |
| Deutschland (GfK)              | 22 (3 Wo.)        | 3 Wo.          |
| Österreich (Ö3)                | 7 (2 Mt.)         | 2 Mt.          |
| Vereinigte Staaten (Billboard) | 1 (43 Wo.)        | 43 Wo.         |
| Vereinigtes Königreich (OCC)   | 2 (24 Wo.)        | 24 Wo.         |

### Auszeichnungen für Musikverkäufe
| Land/Region                  | Auszeichnungen für Musikverkäufe (Land/Region, Auszeichnung, Verkäufe) | Verkäufe  |
| ---------------------------- | ---------------------------------------------------------------------- | --------- |
| Vereinigte Staaten (RIAA)    | 3× Platin                                                              | 3.000.000 |
| Vereinigtes Königreich (BPI) | Gold (Original) · + Silber (Re-issue)                                  | 160.000   |
| Insgesamt                    | 1× Silber · 1× Gold · 3× Platin ·                                      | 3.160.000 |

Hauptartikel: Elton John/Auszeichnungen für Musikverkäufe